# Osteochilus thomassi
Osteochilus thomassi är en fiskart som först beskrevs av Day, 1877.  Osteochilus thomassi ingår i släktet Osteochilus och familjen karpfiskar. IUCN kategoriserar arten globalt som livskraftig. Inga underarter finns listade i Catalogue of Life.